# Henri Lauridan
 (juillet 2025).
Motif : Non notoire en tant que militant de la SFIO, du Parti communiste ou de la CGT, ni comme militant d'extrême-droite durant les années 1930 et la Seconde guerre mondiale, ni comme journaliste, ni comme astrologue (cf. la fiche du Maitron).
- Archive Wikiwix
- Bing
- Cairn
- DuckDuckGo
- E. Universalis
- Gallica
- Google
- G. Books
- G. News
- G. Scholar
- Persée
- Qwant
- (zh) Baidu
- (ru) Yandex
- (wd) trouver des œuvres sur Wikidata

| 1. | Préciser le motif de la pose du bandeau. | Précisez le motif de la pose du bandeau en utilisant la syntaxe suivante : {{admissibilité à vérifier\|date=août 2025\|motif=remplacez ce texte par le motif}}                      |
| 2. | Informer les utilisateurs concernés.     | Pensez à avertir le créateur de l'article, par exemple, en insérant le code ci-dessous sur sa page de discussion : {{subst:avertissement admissibilité à vérifier\|Henri Lauridan}} |

Henri Lauridan, né le 1er janvier 1885 à Tourcoing (Nord) et mort le 30 août 1963 à Paris, est un journaliste, syndicaliste et homme politique français. 
Engagé au sein du Parti radical avant la Première Guerre mondiale, il adhère à la Section française de l'Internationale ouvrière (SFIO) puis au Parti communiste français (PC). Exclu en 1923, il rejoint successivement Le Faisceau, la Solidarité française puis le Parti social français (PSF). Rallié au régime de Vichy, il adhère au Feu de Maurice Delaunay puis se retire de la vie publique. 

## Biographie

### Début de vie
Né en 1885 dans la ville de Tourcoing, Henri Lauridan est élevé par son père ouvrier textile et par sa mère. Après avoir commencé son éducation au lycée de Tourcoing et obtenu son baccalauréat, il renonce à ses études pour aider se famille. Une fois son service militaire terminé, il rentre aux Archives départementales du Nord puis est nommé bibliothécaire-archiviste dans sa ville natale en même temps que son activité militante au sein du Parti radical. 

### Années 1920 et 1930
Il est secrétaire général (1920-1921) puis, mis en minorité, secrétaire (1922) de l’Union départementale CGT du Nord, et parallèlement, en 1921, il est délégué des syndicats de Tourcoing.
Accusé d’être un indicateur de police par les socialistes, Lauridan est exclu du parti communiste au printemps 1923. Il rejoint ensuite l'hebdomaire L'Insurgé. En 1927, son adhésion au Faisceau éveille la méfiance. En 1939, la revue La Révolution prolétarienne le qualifie d'"ex-agent secret du Consortium Textile de Roubaix-Tourcoing".